# Bredynki
Bredynki (deutsch Bredinken) ist ein Ort in der polnischen Woiwodschaft Ermland-Masuren. Er gehört zur Gmina Biskupiec (Stadt-und-Land-Gemeinde Bischofsburg) im Powiat Olsztyński (Kreis Allenstein).

## Geographische Lage
Bredynki liegt in der nördlichen Mitte der Woiwodschaft Ermland-Masuren, 19 Kilometer südwestlich der früheren Kreisstadt Rößel (polnisch Reszel) bzw. 39 Kilometer nordöstlich der heutigen Kreismetropole und auch Woiwodschaftshauptstadt Olsztyn (deutsch Allenstein).

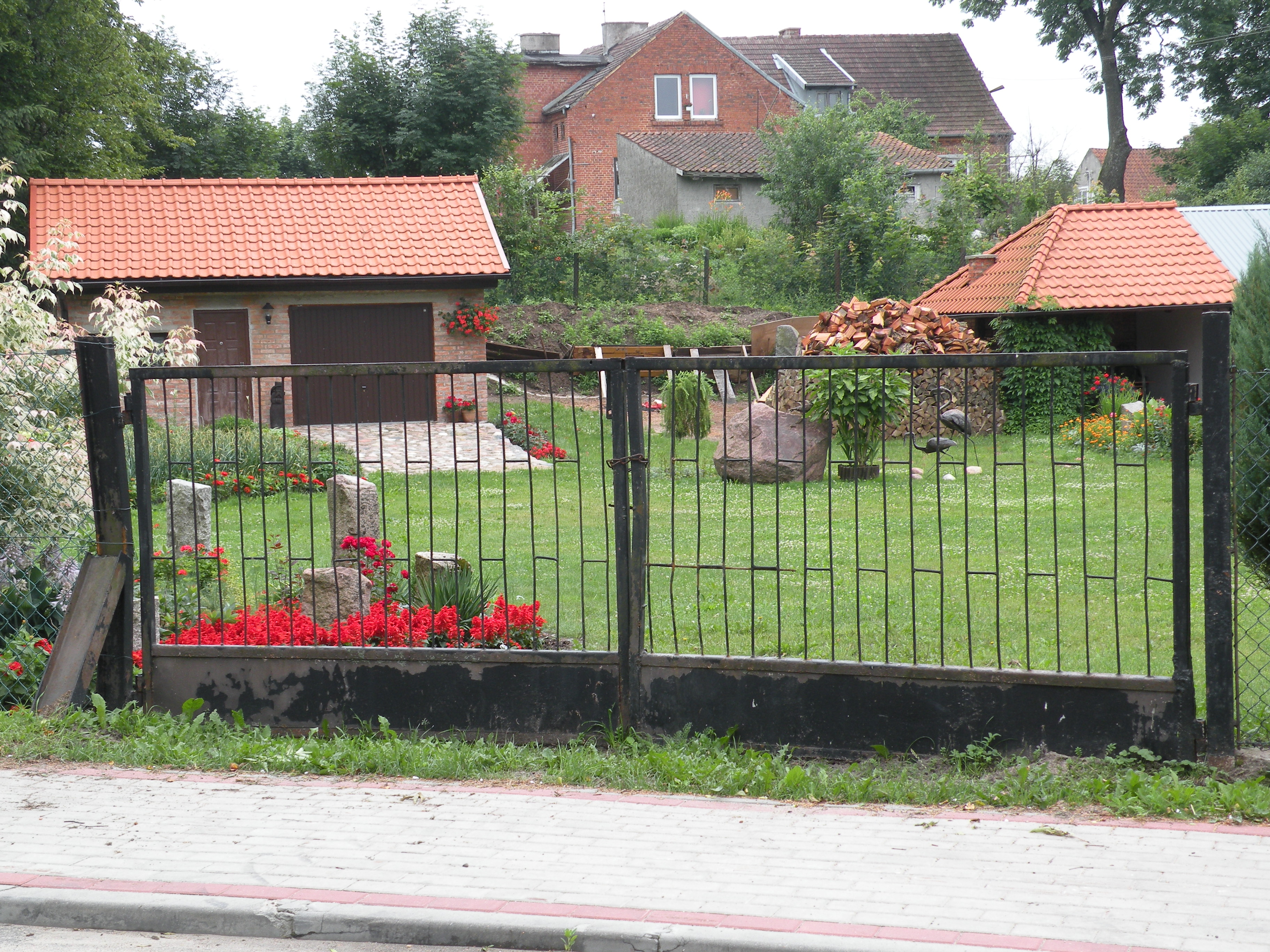
Anwesen in Bredynki

## Geschichte

### Ortsgeschichte
Der vor 1785 Bredingken genannte Ort wurde 1569 als Neudorf gegründet. Damals erteilte Bischof Stanislaus Hosius dem Dorf die Handfeste.
Im Jahre 1785 war Bredinken ein Gradialgut mit Wassermühle und 47 Feuerstellen, 1820 ein königliches Dorf mit 57 Feuerstellen bei 371 Einwohnern.
Als 1874 der Amtsbezirk Stanislewo (polnisch Stanclewo) im ostpreußischen Kreis Rößel gebildet wurde, gehörte Bredinken zu den drei einbezogenen Orten.
935 Einwohner waren 1885 in Bredinken registriert, im Jahre 1910 waren es bereits 1.035.
Am 17. Oktober 1928 wurde aus dem benachbarten Gutsbezirk Lipowo (polnisch Lipowo) im Amtsbezirk Raschung (polnisch Rasząg) eine dem Bredinkener Besitzer Schaffrinna gehörende Fläche nach Bredinken umgegliedert, am 15. November desselben Jahres folgte die Umgliederung des Schutzbezirks Sawadden (polnisch Zawada) nebst Forstdienstgehöft aus dem Gutsbezirk Sadlowo, Forst (polnisch Sadłowo) im Amtsbezirk Sadlowo nach Bredinken.
Am 7. August 1931 erfolgte die Auflösung des Amtsbezirks Stanislewo und die Umgeliederung der zugehörigen Dörfer in den neu gebildeten Amtsbezirk Bredinken.
Die Zahl der Einwohner Bredinkens stieg bis 1933 auf 1.037 und belief sich 1939 noch auf 998.
Im Jahre 1945 wurde in Kriegsfolge das gesamte südliche Ostpreußen an Polen abgetreten. In diesem Zusammenhang bekam Bredinken die polnische Namensform „Bredynki“ und ist heute eine Ortschaft im Verbund der Stadt-und-Land-Gemeinde Biskupiec (Bischofsburg) im Powiat Olsztyński (Kreis Allenstein), von 1975 bis 1998 der Woiwodschaft Olsztyn, seither der Woiwodschaft Ermland-Masuren zugehörig. Im Jahre 2021 zählte Bredynki 352 Einwohner.

### Wasserkrieg in Bredinken (1863)

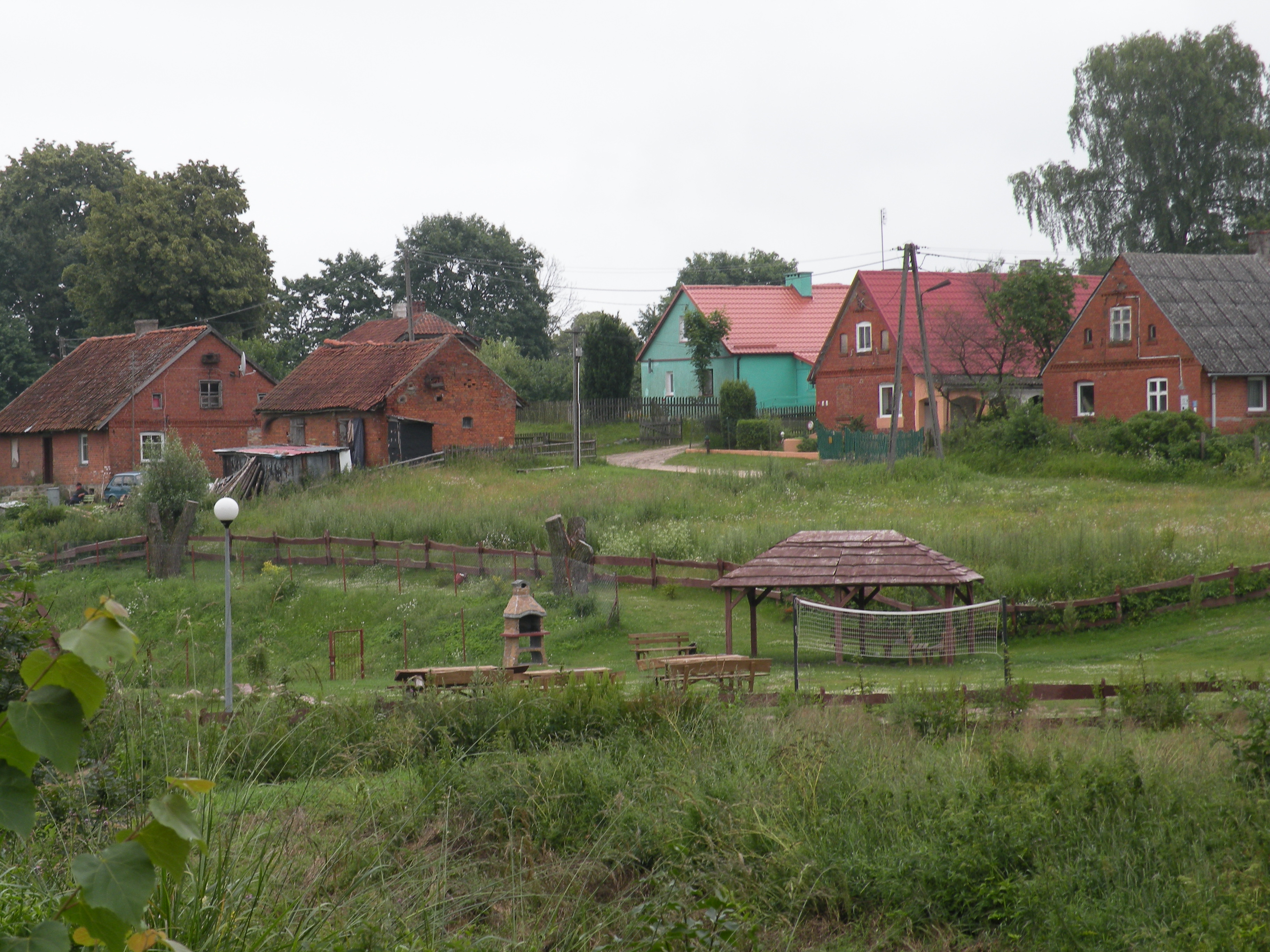
Dorfansicht mit Blick auf die Stelle des Sees, der der Grund für den Wasserkrieg war

Im Mai und Juni 1863 kam es in Bredinken zum sogenannten „Wasserkrieg“ (polnisch Wojna o wodę, auch Wojny w Bredynki), der zahlreiche Todesopfer forderte. Die preußische Regierung hatte zugelassen, das der Dorfsee in Bredinken trockengelegt werden sollte. Das wollten die Dorfbewohner nicht hinnehmen, war ihnen der See doch wichtig: sie nutzten ihn als Tränke für ihre Tiere, auch zum Fischen und als Reservoir für Enten und Gänse – im Winter als Eisfläche für die Kinder. Es kam zum Einsatz von Soldaten, gegen die sich die Dorfbewohner mit Mistgabeln, Stöcken und Dreschflegeln zur Wehr setzten. Die Soldaten hielten mit Gewehren und Bajonetten dagegen: 17 Menschen wurden getötet, mehr als 30 verletzt.
An die Ermordeten erinnerte anfangs ein Holzkreuz, später eine Kapelle.

### Amtsbezirk Bredinken (1931–1945)
Nach Auflösung des Amtsbezirks Stanislewo fanden sich die zugehörigen Dörfer ab 7. August 1931 im neuen Amtsbezirk Bredinken zusammen:
| Deutscher Name                 | Polnischer Name |
| ------------------------------ | --------------- |
| Bredinken                      | Bredynki        |
| Stanislewo 1931–1945: Sternsee | Stanclewo       |
| Stockhausen bis 1928: Striewo  | Stryjewo        |

## Kirche

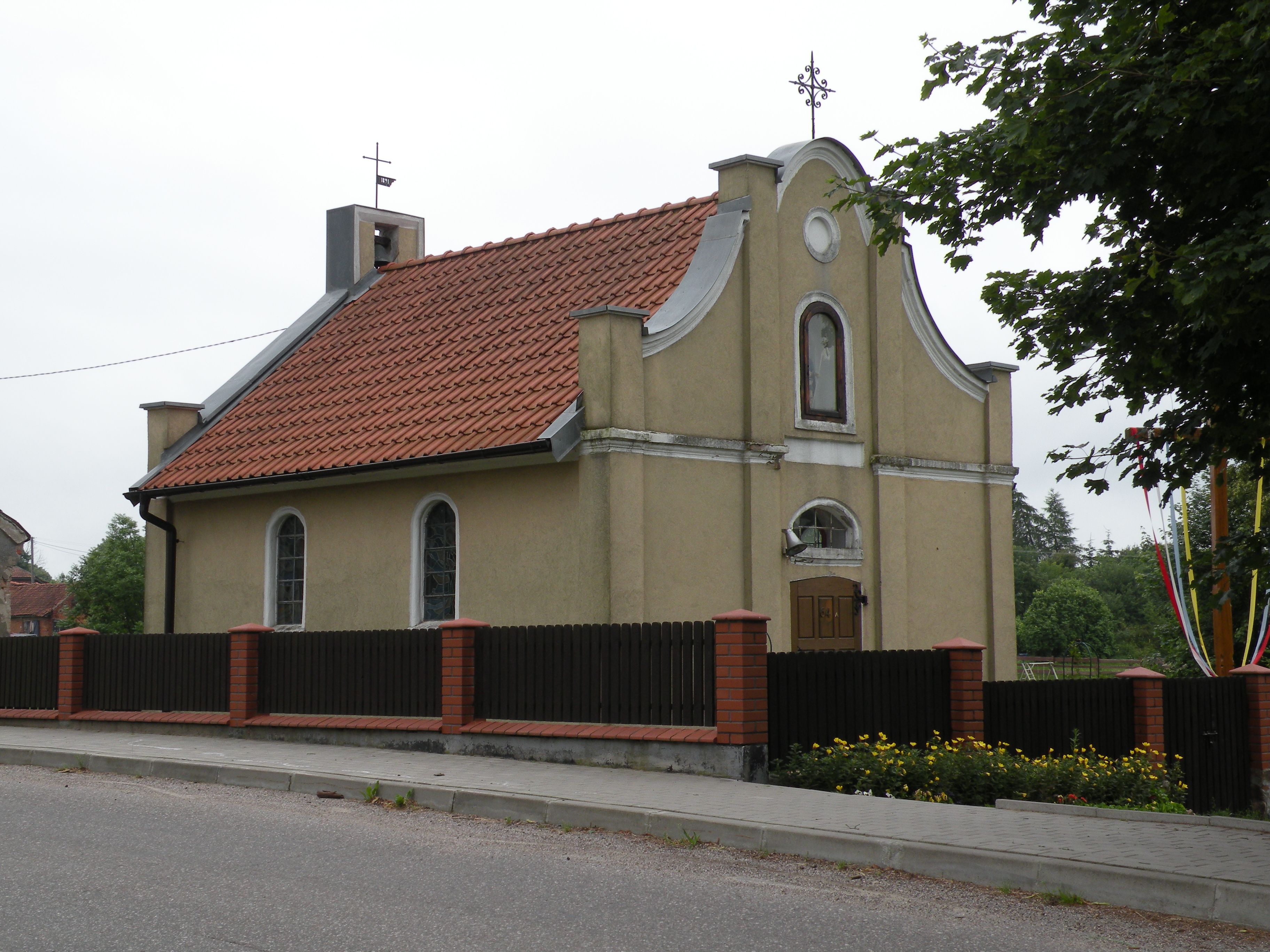
St.-Rochus-Kapelle in Bredynki

### Kapelle
Zur Erinnerung an die Opfer des „Wasserkriegs“ im Jahre 1863 stellte man noch im Jahr des Massakers ein Kreuz auf. Im Jahre 1884 ließ Jan Skupski hier eine Kapelle errichten, in der viele Jahre lang nach Ostern ein  Gottesdienst zum Gedenken der Opfer stattfand, unter ihnen auch die Ehefrau des Erbauers der Kapelle.
Die Kapelle wird heute von der römisch-katholischen Pfarrei in Biskupiec (Bischofsburg) betreut.

### Römisch-katholisch
Bredinken resp. Bredynki gehörte katholischerseits vor 1945 zur Pfarrei in Bischofsburg, dem heutigen Biskupiec, seither zur Pfarrei Stanclewo (Stanislewo, 1931 bis 1945 Sternsee) innerhalb des Dekanats Biskupiec Reszelski im Erzbistum Ermland.

### Evangelisch
Die evangelischen Einwohner Bredinkens waren bis 1945 in die Kirche in Bischofsburg in der Kirchenprovinz Ostpreußen der Kirche der Altpreußischen Union eingepfarrt. Heute gehören sie zur Kapellengemeinde in Biskupiec, eine Filialgemeinde der Kirche in Sorkwity (Sorquitten) in der Diözese Masuren der Evangelisch-Augsburgischen Kirche in Polen.

## Verkehr
Bredynki liegt an der verkehrsreichen polnischen Woiwodschaftsstraße 590 (einstige deutsche Reichsstraße 141), die Barciany (Barten) und die Städte Korsze (Korschen), Reszel (Rößel) und Biskupiec (Bischofsburg) miteinander verbindet. Innerhalb Bredynkis kreuzt sie eine Nebenstraße, die von  Stanclewo (Stanislewo, 1931 bis 1945 Sternsee) nach Stryjewo (Striewo, 1928 bis 1945 Stockhausen) führt.
Eine Anbindung an den Bahnverkehr besteht nicht.